# CenterPoint Energy Plaza
CenterPoint Energy Plaza ist ein Wolkenkratzer an der 1111 Louisiana Street in Houston, Texas. Das 226 Meter hohe Gebäude befindet sich in Downtown und ist das siebthöchste Hochhaus der Stadt. Nur wenige Meter entfernt steht der vier Meter höhere Enterprise Plaza. Die 47 Stockwerke des Wolkenkratzers stellen Hauptsitz des Unternehmens CenterPoint Energy dar. Der Turm besitzt einen rechteckigen Grundriss sowie ein Loch im oberen Bereich. Die Fassade besteht aus Glas. Nachdem im Jahr 1993 die Bauarbeiten an dem Hochhaus begonnen hatten, konnten sie 1996 beendet werden.